# Зенда (Канзас)
Зенда (енгл. Zenda) град је у америчкој савезној држави Канзас.

## Демографија
По попису из 2010. године број становника је 90, што је 33 (-26,8%) становника мање него 2000. године.
| Група             | 2000.       | 2010.      |
| Белци             | 113 (91,9%) | 83 (92,2%) |
| Афроамериканци    | 0 (0,0%)    | 0 (0,0%)   |
| Азијати           | 0 (0,0%)    | 0 (0,0%)   |
| Хиспаноамериканци | 7 (5,7%)    | 7 (7,8%)   |
| Укупно            | 123         | 90         |